# أوليفيا واين
أوليفيا واين (بالإنجليزية: Olivia Wayne)‏ هي صحفية بريطانية، ولدت في 1986.